# Dryoscopus
Ne doit pas être confondu avec Dryocopus.
Genre
Dryoscopus est un genre d'oiseaux de la famille des Malaconotidae.

## Liste des espèces
Selon la classification de référence du Congrès ornithologique international (version 6.4, 2016) :
- Dryoscopus angolensis Hartlaub, 1860
  - Dryoscopus angolensis boydi Bannerman, 1938
  - Dryoscopus angolensis angolensis Hartlaub, 1860
  - Dryoscopus angolensis nandensis Sharpe, 1900
  - Dryoscopus angolensis kungwensis Moreau, 1941
- Dryoscopus cubla (Latham, 1801)
  - Dryoscopus cubla affinis (Gray, GR, 1837)
  - Dryoscopus cubla nairobiensis Rand, 1958
  - Dryoscopus cubla hamatus Hartlaub, 1863
  - Dryoscopus cubla okavangensis Roberts, 1932
  - Dryoscopus cubla cubla (Latham, 1801)
- Dryoscopus gambensis (Lichtenstein, MHK, 1823)
  - Dryoscopus gambensis congicus Sharpe, 1901
  - Dryoscopus gambensis erythreae Neumann, 1899
  - Dryoscopus gambensis gambensis (Lichtenstein, MHK, 1823)
  - Dryoscopus gambensis malzacii (Heuglin, 1870)
  - Dryoscopus gambensis erwini Sassi, 1923
- Dryoscopus pringlii Jackson, 1893
- Dryoscopus sabini (Gray, JE, 1831)
  - Dryoscopus sabini sabini (Gray, JE, 1831)
  - Dryoscopus sabini melanoleucus (Verreaux, J & Verreaux, E, 1851)
- Dryoscopus senegalensis (Hartlaub, 1857)